# Oyyo
Oyyo est une filiale éphémère du Club Méditerranée. Ce nom est utilisé plus communément de façon générique pour nommer un village de vacances ouvert par l'entreprise à Bekalta en Tunisie au printemps 2001 avec comme accroche le slogan « Si tu dors, t'es mort ! ». Nouveau concept développé par le voyagiste français qui souhaite sur l'impulsion de Philippe Bourguignon se diversifier, celui-ci est rapidement un échec.

## Historique

### Contexte
En 1997, Serge Trigano vient de se faire évincer par les actionnaires. Philippe Bourguignon, anciennement chez Euro Disney, prend la direction du Club Méditerranée. Il hérite d'une situation financière déjà désastreuse depuis de nombreuses années. Ce dernier engage une politique commerciale agressive en plusieurs points, dont une segmentation et diversification de l'offre ainsi qu'une capitalisation de la marque « Club Med » par l'intermédiaire de multiples produits. À l'aube de l'an 2000, cette stratégie se révèle positive à très court terme puisque les résultats financiers progressent, ce qui ne sera déjà plus le cas l'année suivante. Dans cette optique d'expansion, la marque « Oyyo » — affichant d'ailleurs « Oyyo by Club Med » — voit le jour, ainsi qu'un projet de village destiné aux jeunes célibataires et reprenant ce nom.

### 2001
Après avoir fait attendre sa date d'inauguration, ce nouveau village ouvre juin 2001 dans la région de Monastir, sur un site d'une trentaine d'hectares. Environ vingt millions d'euros d'investissements ont été nécessaires pour 1 600 à 1 700 lits prévus à terme, soit 850 cases, avec une ouverture durant le printemps et l'été.
Au programme s'inscrivent musique, piscine, farniente et multi-sports. Le concept est décrit plus précisément aux voyageurs dès l'arrivée : « À n'importe quelle heure vous pouvez aller sur la plage ou danser ». Le slogan, qui sera maintes fois tourné en dérision, scande « Si tu dors, t'es mort ! ».
Pour l'entreprise de voyages, il s'agit de transformer ses offres et ses méthodes par la croissance interne : cette multiplication doit se faire à travers un rajeunissement de sa clientèle,, segment peu exploité par les voyagistes, l'idée reste plutôt appréciée lorsqu'elle se situe encore à l'état de projet ; le souhait d'augmenter le volume de clients par l'attrait d'un prix modique et simple devient le second principe édicté. Plus qu'un village, Oyyo est à l'origine une marque que l'entreprise souhaite décliner et la traite comme une filiale séparée et relativement autonome,. La communication se fait majoritairement en dehors des créneaux habituels du Club Méditerranée, ciblant les plus jeunes. Le concept, d'ailleurs copié par la concurrence comme Accor ou FRAM, doit être reproduit en Espagne ou au Maroc, jusqu'à une dizaine de sites.
Peu de temps après l'ouverture, l'accueil de la presse reste timide, voir désastreux. De vives critiques se font entendre : acheminement aérien parfois « chaotique », nourriture commune, végétation anémique, ambiance terne, perpétuellement sale, hébergement sommaire décrit comme des « bungalows rudimentaires » en bois et en toile, le village n'est même pas terminé : les premiers arrivants subissent encore les travaux. Le rigoureux magazine britannique The Economist parle de « lancement désastreusement », même si tous les avis ne sont pas négatifs,. Le chef de village — expérimenté — demande de l'aide et se fait seconder par un second chef tout aussi chevronné, mais rien n'y fait.
Les attentats du 11 septembre 2001 marquent le début de ce qui sera une longue crise du tourisme et entraîne plus encore le Club Méditerranée dans les difficultés. Mais pour le village tunisien, cet événement n'explique pas totalement le manque de succès : surtout, Oyyo va à l'encontre de l'image bâtie par le Club Méditerranée depuis des décennies et ne rapporte pas d'argent,. Son ouverture très prématurée imposée par Philippe Bourguignon cause nombre de déboires : tout cela, additionné aux critiques publiques initiées très tôt, font qu'il devient un « cauchemar » pour l'entreprise, comme le deviennent la plupart des initiatives commerciales du dirigeant à ce moment-là : toutes trop éloignées des préceptes du Club Méditerranée , déclinaisons jugées trop « atypiques » pour le domaine du tourisme. En fait, la présidence de Bourguignon n'a jamais convaincu ; en quelques mois il réussit à se mettre tout le monde à dos : analystes (redoutant la stratégie commerciale mise en place), journalistes, salariés, investisseurs et actionnaires ; ces derniers sont usés par le lancement de projets coûteux. Bourguignon, ainsi que son numéro deux, quittent l'entreprise.

### 2002
Henri Giscard d'Estaing lui succède en décembre 2002. Les soucis économiques au sein de l'entreprise s'accumulent toujours. Rapidement, il modifie la politique commerciale de l'entreprise et « signe l'arrêt de mort du concept Oyyo » : « Il a taillé dans les foyers de perte (Club Med Montréal, Oyyo en Tunisie...). Et cessé de vouloir faire du volume à petits prix. Le cap a été mis sur le « haut de gamme convivial ». Le couperet tombe début 2003 après deux saisons d'existence : toujours non rentable, il est annoncé que le village tunisien d'Oyyo ne fera pas de saison supplémentaire, et la filiale est démantelée. Alors que les prévisions à l'ouverture tablent sur 33 000 personnes pour la première année, les taux de remplissage restent faibles avec 10 000 clients durant la première saison,.
Un « échec cuisant » écrit la presse à propos du concept d'Oyyo,. Après la disparition de la marque Oyyo, l'endroit, renommé Byssatis avec quelques améliorations,, fait finalement une saison de plus à partir de 2004 mais ferme peu après.